# Yue Fei
Yue Fei (17 maart 1103 - 27 januari 1142)  was een Chinees generaal. Yue Fei is een bekende volksheld in China vanwege zijn strijd tegen de Jin tijdens de Zuidelijke Song-dynastie (1127-1279). Hij heeft talloze grote veldslagen gewonnen maar haalde zich daarmee paradoxaal genoeg tegelijkertijd de jaloezie van de zittende machthebbers op de hals. Qin Hui, die minister was aan het hof van Song, beschuldigde Yue Fei van verraad en hij werd op zijn 39e ter dood veroordeeld. 
20 jaar na zijn dood werd in 1162 de naam van Yue Fei gezuiverd door de Song keizer Gaozong en het lichaam van Yue Fei werd naar Hangzhou vervoerd alwaar er een graftombe voor hem werd ingericht. Ook de zoon van Yue Fei, Yue Yun ligt er begraven. In 1221 werd er een 'memorial temple' rondom de graftombe gebouwd om Yue Fei te eren als nationale volksheld. De tempel wordt eveneens gebruikt als educatieve locatie om het patriottisme onder de jeugd van China te vergroten.
Naast het feit dat Yue Fei wordt gezien als een van de belangrijkste generaals uit de Chinese geschiedenis wordt hij ook gezien als de grondlegger van het Xing Yi Quan (vorm- en intentie boksen). Xing Yi Quan is een van de drie grote interne Chinese wushu/gongfustijlen (naast tai ji quan en ba gua zhang) die zich kenmerkt door de explosieve krachten, die ontstaan door een combinatie van het gebruik van het lichaam als een samenwerkend geheel en de manier waarop men het gehele lichaam verplaatst.
Yue Fei is afgebeeld in de Wu Shuang Pu (無雙譜; Table of Peerless Heroes / Boek van de Weergaloze Helden) geschreven door Jin Guliang.